# Google Play Pass
Google Play Pass是Google推出的游戏和应用订阅服务，適用於Android设备。它于2019年9月23日在美国率先推出。2020年7月，该服务在德国、澳大利亚和加拿大等國陸續開通。
订阅者只需按月或按年支付訂閱費，便能使用訂閱服務所包含的460多种应用和游戏，而无需觀看广告和应用内額外购买。

可使用Google Play Pass的國家和地區

## 功能
Google Play Pass的功能包括：
- 允许使用需額外付費或有內購內容的应用和游戏
- 没有广告或应用内购买
- 与最多六个家庭成员共享應用的使用权限。

## 另見
- Apple Arcade